# دلي جي زواره (مقاطعة تشرام)
دلي جي زواره (بالفارسية: دلی جی زواره) هي قرية تقع في قسم بشتة ذيلايي الريفي (مقاطعة تشرام) في إيران.